# Wydawnictwo Kusiński
Wydawnictwo Kusiński – polskie wydawnictwo założone w 2006 roku w Łodzi przez Jacka Kusińskiego.

## Profil wydawnictwa
Specjalizuje się w książkach krajoznawczych, literaturze faktu, i beletrystyce, w tym kryminalno-sensacyjnej. Wydaje książki historyczne, dotyczące architektury Łodzi, przewodniki turystyczne, albumy, oraz książki koncepcyjne i reprinty. 
W czasach PRL Jacek Kusiński był wraz z Jadwigą i Januszem Pawłem Tryzno wydawcą podziemnym. W 1980 roku wydał w Łodzi w drugim obiegu "Małą Apokalipsę" Tadeusza Konwickiego. Wydawnictwo Kusiński jest od początku powstania silnie związane z Łodzią i promocją jego historii, wydawało liczne pionierskie książki albumowe. Do najważniejszych należą „Łódź – Księga fabryk”, „Łódź- Kamienice” wydana pod patronatem Muzeum Miasta Łodzi, kartograficzna „Łódź na mapach”, „Bezbronne Miasto Łódź 1914-1918” zawierająca wspomnienia z czasów I wojny Mieczysława Hertza, Jana G. Blocha i Violetty Thurstan, wznowione po wielu latach „Recepta na miliony” Bolesława Lesmana oraz „Bracia Aszkenazy” Izraela Joszuy Singera wydana pod patronatem Muzeum Historii Żydów Polskich. 
Wydawnictwo było wielokrotnie nagradzane Złotym Ekslibrisem Wojewódzkiej Biblioteki Publicznej im Marszałka Piłsudskiego za najlepsze książki o Łodzi i regionie. 
W 2021 roku Wydawnictwo Kusiński rozpoczęło serię wydawniczą Kryminalna Łódź.

## Wybrani autorzy
Mieczysław Hertz, Izrael Joszua Singer, Krzysztof Stefański, Ryszard Bonisławski, Maciej Janik, Bolesław Lesman, Tomasz Bocheński, Paweł Spodenkiewicz, Tomasz Włodkowski, Piotr Grobliński, Piotr Jarmołowicz, Marcin Andrzejewski, Marcin Szymański, Sławomir Krajewski, Bogdan Jankowski, Wacław Biliński, Remigiusz Piotrowski.